# Stefan Germer
Stefan-Andreas Germer (* 10. Dezember 1958 in Berlin; † 2. Juli 1998 daselbst) war ein deutscher Kunsthistoriker und Kunstkritiker. Er war Mitgründer der Zeitschrift Texte zur Kunst.

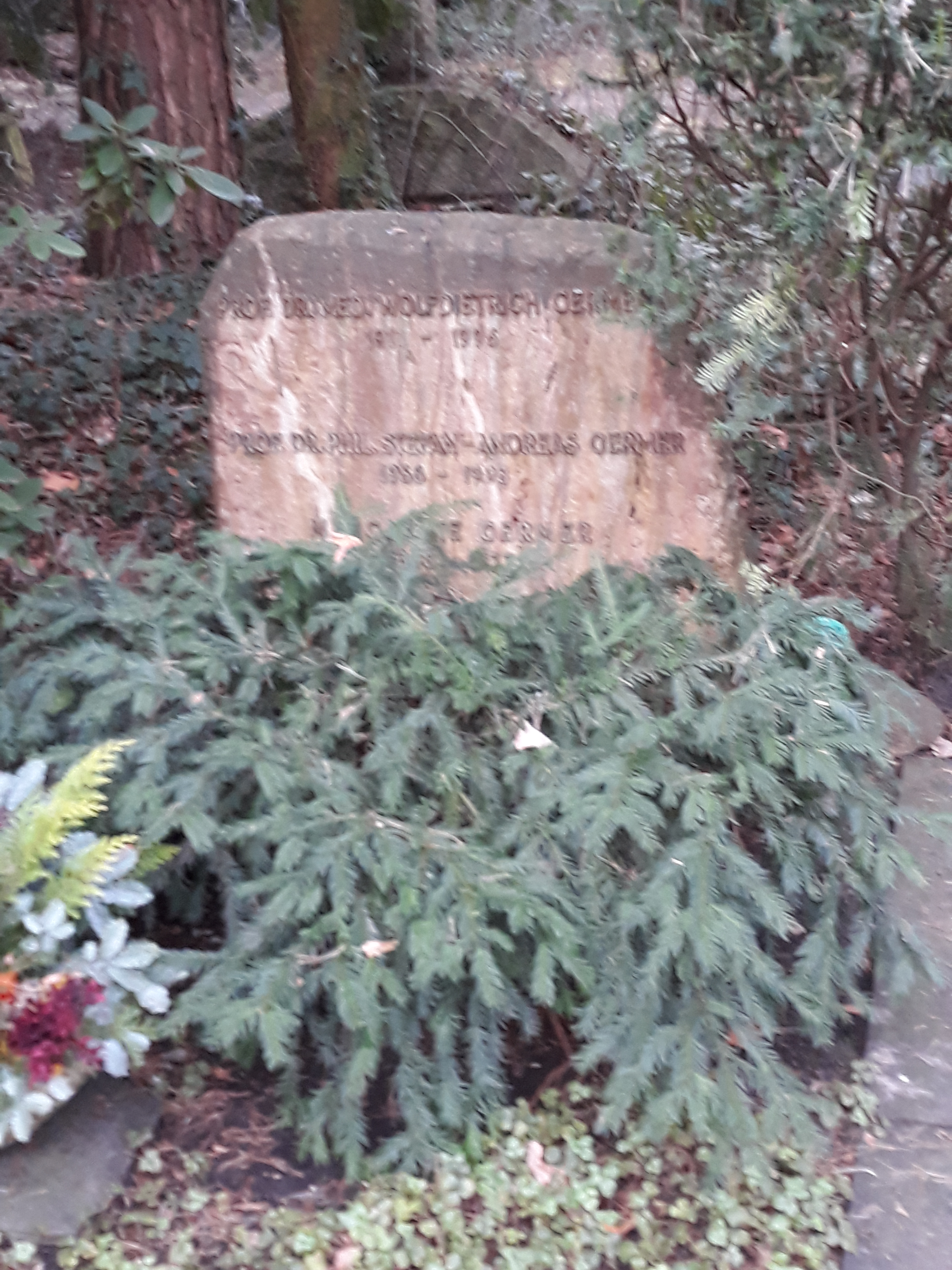
Das Grab Stefan Germer und seines Vaters Wolf-Dietrich auf dem Parkfriedhof Lichterfelde in Berlin.

## Leben und Werk
Germer wurde als Sohn des Internisten Wolf-Dietrich Germer (1911–1996) und der Literaturwissenschaftlerin Barbara Germer (geb. Heier) geboren. Er wuchs in einem großbürgerlichen und kunstfreundlichen Elternhaus in Westberlin auf und studierte Kunstgeschichte, Wirtschafts- und Sozialgeschichte und neuere deutsche Literatur an den Universitäten von Freiburg und Bonn. In Bonn wurde er 1985 mit einer Studie zu den Wandbildern im Frankreich des 19. Jahrhunderts promoviert. Hierin ging er den Versuchen nach, „... die Historienmalerei zu erneuern und so der Kunst eine nationale Öffentlichkeit zu erhalten“.
Von 1986 bis 1987 war er Postdoktorand (Postdoc Fellow) am Art Institute of Chicago, wo er sofort Kontakt zu wichtigen amerikanischen Kunsthistorikern, Kunstkritikern und Kunsttheoretikern fand. Von Chicago aus schrieb er für die in der MIT Press erscheinende angesehene Kunstzeitschrift October über deutsche Gegenwartskunst. Von 1986 bis 1992 war er wissenschaftlicher Mitarbeiter an der Universität Bonn, anschließend hatte er Lehrstuhlvertretungen an den Universitäten in Leipzig und Halle. 1987 war er Mitarbeiter der Ausstellung „Wissenschaften in Berlin“ in der neu eröffneten Kongresshalle in Berlin.
Im Herbst 1990 gründete er mit Isabelle Graw die Vierteljahres-Zeitschrift Texte zur Kunst, „... deren eigenwilliges Rezept, Berichte, Aufsätze und Interviews zur Gegenwartskunst, zu intellektuellen Debatten und zur Kunstgeschichte unter gemeinsamen Fragestellungen zu vereinen, sich als äußerst erfolgreich erwies“. In jeder Ausgabe der acht Jahrgänge war Germer mit einem Aufsatz, einer Kolumne, einem Interview oder einer Besprechung vertreten. Seine Beiträge beschäftigten sich auch mit Fragen wie „Kunst im Beitrittsgebiet“, die „Documenta als anachronistisches Ritual“ oder „Sponsoren in Deutschland“. Er schrieb Rezensionen über Künstler wie Jörg Immendorff, Louise Bourgeois, Mel Bochner, Wolfgang Tillmans oder Gerhard Richter.  Germer war bis zu seinem Tod – neben Graw – Mitherausgeber.
1992 erhielt Germer ein DFG-Stipendium, um in Paris seine Habilitation zu André Félibien, dem französischen Kunsttheoretiker des 17. Jahrhunderts, abzuschließen. In der 1994 in Bonn vorgelegten Habilitationsschrift beleuchtet er die Kunst in der absolutistischen Öffentlichkeit des Hofes von Ludwig XIV.| und die Bedingungen für Félibiens intellektuelle Karriere. Seit 1995 war Germer Professor für Kunstgeschichte am Kunstgeschichtlichen Institut der Johann Wolfgang Goethe-Universität Frankfurt am Main mit den Arbeitsgebieten Moderne und zeitgenössische Kunst und Kunsttheorie.

„Die überragende intellektuelle Schärfe, brillante Diktion und die rasante Auffassungsgabe ermöglichten ihm ein Arbeitstempo, das bis zur Atemlosigkeit gehen konnte und sich auch seinem Sprachhabitus mitteilte.“

Germer starb an Leukämie. Er war mit der Kunsthistorikerin Julia Bernard verheiratet. Seinen vollständigen schriftlichen Nachlass hat die Witwe 2003 dem Germanischen Nationalmuseum Nürnberg übergeben.

## Schriften
- Kunst – Macht – Diskurs. Die intellektuelle Karriere des André Félibien im Frankreich von Louis XIV. Wilhelm Fink, München 1997, ISBN 3-7705-3175-2[8] (Zugleich: Bonn, Universität, Habilitations-Schrift, 1994).
- Germeriana. Unveröffentlichte oder übersetzte Schriften von Stefan Germer zur zeitgenössischen und modernen Kunst (= Jahresring. Jahrbuch für moderne Kunst. Bd. 46). Herausgegeben von Julia Bernard. Oktagon, Köln 1999, Band 46 von Jahresring, Oktagon, Köln 1999, ISBN 3-89611-082-9.